# Antoni Gusart i Vila
Antoni Gusart i Vila (Barcelona, 1833 - 24 de febrer de 1905) fou un dirigent obrer i cooperativista català.

## Biografia
Fill de Salvador Gusart i Maria Vila. Treballà com a teixidor de vels i el 1864 va fundar i dirigir el periòdic El Obrero, on hi publicà poemes i un article sobre la rabassa morta. Des del seu periòdic va fer una crida a participar en el Congrés Obrer de 1865, del que en fou el principal promotor i primer signatari d'un manifest enviat al govern espanyol demanant llibertat d'associació. Per aquest motiu el govern de Leopoldo O'Donnell va clausurar el seu diari el gener de 1866 i va sotmetre Gusart a judici militar, raó per la qual pel juliol de 1866 el desterrà a les Illes Canàries.
A finals de 1867 se li va permetre tornar a Barcelona. Participà en el Congrés Obrer de 1870 en el que es va constitució la Federació Regional Espanyola de l'AIT, tot i que ell discrepava de la tendència anarquista de Mikhaïl Bakunin, i milità en el Partit Republicà Democràtic Federal. El maig de 1872 fou president del Centre Federal dels Teixidors a Mà. Durant la Primera República Espanyola fou secretari de l'ajuntament de Sant Andreu del Palomar pel PRDF. Després del cop d'estat del general Pavía (1874) marxà a Mataró, on va dirigir una cooperativa de producció. El 1877 fundà el Centre Federatiu de les Societats Obreres per tal d'organitzar als cooperativistes. No va tornar a Barcelona fins al 1888, on continuà formant part de la direcció del Centre Republicà Federalista.